# Mohammed Moussa
Mohammed Moussa (ur. 24 marca 1984 w Kadunie) – nigerski piłkarz grający na pozycji pomocnika. W swojej karierze rozegrał 6 meczów i strzelił 1 gola w reprezentacji Nigru.

## Kariera klubowa
Swoją piłkarską karierę Moussa rozpoczął w klubie Alkali Nassara Club. W sezonie 2002/2003 zadebiutował w jego barwach w pierwszej lidze nigerskiej. W latach 2004–2006 był zawodnikiem burkińskiego ASFA Yennenga. W sezonach 2003/2004 i 2005/2006 wywalczył z nim dwa mistrzostwa Burkiny Faso. W latach 2006–2008 grał w algierskim NA Hussein Dey, a w latach 2008-2009 w angolskim Atlético Petróleos de Luanda, z którym dwukrotnie został mistrzem Angoli w sezonach 2008 i 2009. W latach 2010–2012 był piłkarzem ghańskiego Berekum Chelsea FC. W sezonie 2010/2011 wywalczył z nim mistrzostwo Ghany. W 2013 roku ponownie był piłkarzem ASFA Yennenga i sięgnął z nim po dublet - mistrzostwo i Puchar Burkiny Faso. W sezonie 2014/2015 był graczem innego burkińskiego klubu, US des Forces Armées. Zdobył z nim puchar kraju. W latach 2015–2017 występował w AS SONIDEP, w którym zakończył karierę.

## Kariera reprezentacyjna
W reprezentacji Nigru Moussa zadebiutował 11 października 2003 w przegranym 0:1 meczu Mistrzostw Narodów Afryki 2020 z Libią, rozegranym w Duali.